# تجمع رفض (حجر)

تعديل مصدري - تعديل

تجمع رفض هي إحدى قرى عزلة الصداره بمديرية حجر التابعة لمحافظة حضرموت، بلغ تعداد سكانها 104 نسمة حسب تعداد اليمن لعام 2004.